# Kłotno
Kłotno (do 31 grudnia 2016 Kłótno) – wieś w Polsce położona w województwie kujawsko-pomorskim, w powiecie włocławskim, w gminie Baruchowo.
Wieś duchowna, własność biskupów włocławskich, położona było w 1785 roku w powiecie kowalskim województwa brzeskokujawskiego.
Do 1954 roku siedziba wiejskiej gminy Baruchowo, następnie do końca 1972 r. wieś należała i była siedzibą władz gromady Kłotno, do 1976 gminy Kłótno. W latach 1975–1998 miejscowość administracyjnie należała do województwa włocławskiego.
Według Narodowego Spisu Powszechnego (III 2011 r.) liczyła 462 mieszkańców. Jest drugą co do wielkości miejscowością gminy Baruchowo.
We wsi znajduje się parafia pw. Świętej Trójcy.